# Josep Lacambra i Saborit
Josep Lacambra i Saborit (Barcelona, 20 de desembre de 1860 - Barcelona, 11 de gener de 1921) fou un empresari i polític català.

## Biografia
Josep Ferran Bartomeu Lacambra i Saborit (inscrit com a Saburit) va néixer a Barcelona, fill del fonedor Ferran Lacambra i Pujades i de la seva esposa, Concepció Saborit i Cuadrada. Pertanyia a una família industrial del sector metal·lúrgic originària de Sant Hipòlit de Voltregà, fou pare del també polític i empresari Francesc Lacambra i Lacambra i rebesnet dels fundadors de la dinastia, Francesc Lacambra i Terradelles (1760-1824) i Francesc Lacambra i Pont (1790-1870).
Fou propietari de la fàbrica de fosa i fabricació d'aram coneguda aleshores com a Farga d'Ordeig a les Masies de Voltregà i la colònia La Farga Lacambra de Torelló (avui La Farga Group). També fou propietari d'altres foneries i accionista principal de La Maquinista Terrestre i Marítima. El 1907 fou nomenat president de la Secció d'Indústria del Foment del Treball Nacional i fou elegit regidor a l'ajuntament de Barcelona pel districte II dins les llistes de la Lliga Regionalista, partit del qual era president de la Junta de Districte a La Barceloneta. El 1906 i el 1920 també fou membre de la Comissió de Metalls de la Cambra de Comerç, Indústria i Navegació de Barcelona i el 1913 vicepresident de la Secció Quarta del Primer Congrés Nacional d'Indústries Metal·lúrgiques.
Es va casar amb la seva cosina Esperança Lacambra i Rosell (*-1919), filla del seu oncle Joan Lacambra i Pujades. Josep Lacambra va morir l'11 de gener de 1921 a Barcelona.